# Adnan Al-Talyani
Adnan Al-Talyani (en arabe : عدنان الطلياني), né le 30 octobre 1964, est un joueur de football des Émirats arabes unis (EAU).

## Biographie
Il commence le football dans les années 1970 dans les rues des Émirats arabes unis, et vit son enfance à Charjah. 
Il rejoint l'Al Shaab Club en 1980 où il joue jusqu'en 1999. 
Il prend officiellement sa retraite de footballeur en janvier 2003. Un match a lieu en son honneur entre les Italiens de la Juventus et une équipe de joueurs célèbres du monde entier. 
Il prend sa retraite de footballeur international en 1997 en tant que leader du classement des sélectionnés avec 164 sélections et 53 buts. En novembre 2007, il occupe la 4e place de ce classement, ex æquo avec Cobi Jones.

## Sélections
- 164 matchs et 53 buts avec l'UEA de 1983 à 1997.